# Eugen Jakab
Eugen Jakab (* 1943 in Pinkafeld) ist Pianist und seit 1974 Professor für Klavier an der Universität für Musik und darstellende Kunst Graz (früher Hochschule für Musik und darstellende Kunst) und seit 1991 Leiter des Instituts für Klavier (früher Abteilung Tasteninstrumente). Im Rahmen von internationalen Meisterkursen ist er regelmäßig als Dozent tätig.
Sein Klavierstudium und das Studium der Musikpädagogik an der Hochschule für Musik und darstellende Kunst in Wien (heute Universität für Musik und darstellende Kunst Wien) schloss er mit Auszeichnung ab. Im Lauf seiner Karriere war er bei Konzertauftritten mit dem Schwerpunkt Kammermusik in vielen Teilen Europas, in Asien und im Nahen und Mittleren Osten zu sehen. Seine Kunst ist aber auch in zahlreichen Rundfunk- und Schallplattenaufnahmen festgehalten.

## Diskographie
- Sonaten für Violoncello und Klavier, Preiser 1997
- Klingende Kostbarkeiten, Preiser 1997

| Personendaten    | Personendaten            |
| ---------------- | ------------------------ |
| NAME             | Jakab, Eugen             |
| KURZBESCHREIBUNG | österreichischer Pianist |
| GEBURTSDATUM     | 1943                     |
| GEBURTSORT       | Pinkafeld                |